# Только представь!
«Только представь!» (англ. Imagine) — кинофильм польского режиссёра Анджея Якимовского 2012 года.

## Сюжет
Слепой англичанин Йен (Эдвард Хогг) приезжает в специализированную частную клинику для слепых в Лиссабоне для обучения её пациентов ориентированию в пространстве. Он хочет выйти за рамки традиционных методов обучения и помочь пациентам исследовать их окружение, не чувствуя себя уязвимыми или напуганными. Йену удаётся быстро завоевать их доверие, что толкает его на более рискованные задачи по адаптации пациентов к окружающему миру. Вскоре встаёт вопрос: насколько реален мир, образ которого им внушает Йен и насколько он честен с ними.

## В ролях
- Эдвард Хогг — Йен
- Александра Мария Лара — Ева
- Мельхиор Деруе — Серрано
- Тереза Мадруга - сестра-хозяйка

## Съёмочная группа
- Автор сценария: Анджей Якимовский
- Режиссёр-постановщик: Анджей Якимовский
- Продюсер: Франсуа д’Артемар, Анджей Якимовский и Владимир Кох
- Оператор-постановщик: Адам Байерский
- Композитор: Томаш Гонсовский
- Художник-постановщик: Жуан Торриш и Ола Сташко

- Производство: Kino Świat